# Johann Jakob Hottinger (Theologe)

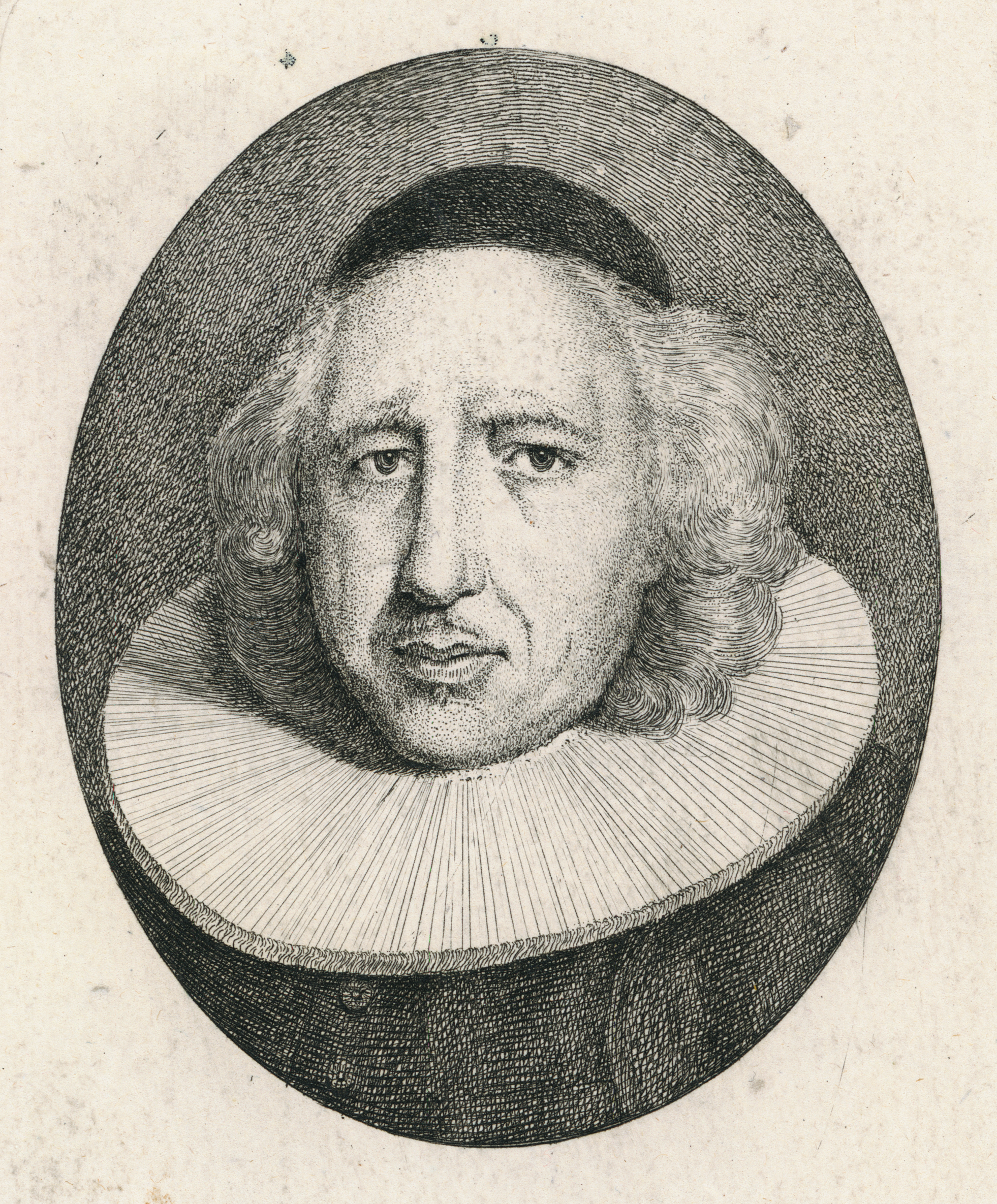
Johann Jakob Hottinger

 Johann Jakob Hottinger  (* 1. Dezember 1652 in Zürich; † 18. Dezember 1735 ebenda) war ein reformierter Theologe und Kirchenhistoriker aus der Schweiz.

## Leben
Johann Jakob Hottinger war der dritte Sohn des bekannten Schweizer Theologen und Orientalisten Johann Heinrich Hottinger. Er studierte Theologie in Zürich, Genf und Basel, 1676 schliesslich wurde er ordiniert und trat in den Dienst der zürcherischen Kirche ein. In den Jahren 1679 und 1680 hielt er die Wochenpredigten in der St. Peter-Kirche in Zürich. 1680 übernahm er das Pfarramt in Stallikon. Im Jahr 1686 kehrte er nach Zürich zurück und wurde Diakon am Grossmünster. 1698 wurde er als Nachfolger des im Januar dieses Jahres verstorbenen Johann Heinrich Heidegger zum Professor für alttestamentliche Theologie am Collegium Carolinum und zum Chorherrn am Zürcher Grossmünster ernannt.
Er war zeit seines Lebens ein produktiver Schriftsteller und verfasste über 100 Schriften. Im Rahmen seiner Schreibtätigkeit war er an der reformiert-katholischen polemischen Auseinandersetzung seiner Zeit beteiligt. So verfasste er beispielsweise seine  Helvetische Kirchengeschichte  als Entgegnung auf die Kirchengeschichte Johann Kaspar Langs, eines katholischen Theologen aus Zug, aus dem Jahr 1692. Daneben wandte er sich auch gegen den Pietismus, wovon unter anderem das Werk Versuchungs-Stund uber die Evangelische Kirch, durch neue selbstlauffende Propheten von 1717 zeugt.
Johann Jakob Hottinger war verheiratet mit Elisabeth, Tochter des Züricher Geistlichen und Hochschullehrers Johannes Lavater.

## Werke
Er publizierte insgesamt 114 Schriften historischen und theologischen Inhalts. Hier eine kleine Auswahl:
- Biblische Prob des Zürichischen Catechismi (Zürich 1685)
- Schriftmässige Verthädigung der evangelischen Lehr gegen P. Wieland (Zürich 1695)
- Helvetische Kirchengeschichte (Zürich 1698–1729, 4 Bände)
- Versuchungs-Stund uber die Evangelische Kirch, durch neue selbstlauffende Propheten (Zürich 1717)
- Verthädigte Formula consensus ecclesiarum helvet. reform. (Zürich 1723)